# Rosalba strandi
Rosalba strandi är en skalbaggsart som först beskrevs av Stefan von Breuning 1943.  Rosalba strandi ingår i släktet Rosalba och familjen långhorningar. Inga underarter finns listade i Catalogue of Life.